# آرمان مویال
آرمان مویال (فرانسوی: Armand Mouyal‎; ۱۳ اکتبر ۱۹۲۵ – ۱۵ ژوئیهٔ ۱۹۸۸) شمشیرباز اهل فرانسه بود.
وی در مسابقات کشوری و بین‌المللی در مجموع برندهٔ ۱ مدال برنز شده‌است.